# Nemzeti liberalizmus
A nemzeti liberalizmus szellemi és politikai irányzat. Értékrendje a nemzeti kultúra, illetve az általa és benne megfogalmazott történelmi azonosságtudat és hagyomány mellett az európai szabadelvűség eszméihez és tradícióihoz kötődik. A nemzeti liberalizmus – más néven jobboldali liberalizmus – olyan politikai attitűd, amely a 19. században az egyéni szabadság (liberalizmus) és a nemzeti szuverenitás (nacionalizmus) törekvésében alakult ki. A szociálliberalizmussal szemben a nemzeti liberalizmus konzervatívabb. Különösen Németországban nyert politikai jelentőséget, mert a többi európai állam a nagyobb liberális pártok által már befejezte nemzetépítési folyamatát, míg a német kérdés a 20. századig nyitott maradt.
Klasszikus magyar képviselői Kossuth Lajos, Eötvös József, Deák Ferenc, Bibó István, Tisza István; a kisgazda politikusok közül Kovács Béla és Nagy Ferenc.

## Története

### Németország

#### Eredete
A német nemzeti liberalizmus politikai eredete a francia forradalom következményéig nyúlik vissza. Franciaországban a polgárokban kialakult az összetartozás érzése, amely független volt felekezetüktől, osztályuktól és társadalmi hovatartozásuktól. Nemzeti identitásuk a nép politikai önrendelkezésében rejlett. A franciák már nem egy királyság passzív alattvalóinak tekintették magukat, hanem egy olyan nemzet felelős polgárainak, amely szabadságot és egyenlőséget ígért nekik. Ezeket az eszméket a német államokban is elfogadták, elválaszthatatlan kapcsolatot képezve a liberalizmus irányzata és a nacionalizmus között.
Ugyanakkor a német lakosság is felfigyelt a francia nacionalizmus agresszív és birodalmi jellemzőire, amelyek Napóleon idején egyre élesebbé váltak. A különféle terhek, mint például a katonák beszállásolása és a hozzájárulások miatt a német földek francia megszállását „idegen uralomnak” tekintették. Az úgynevezett felszabadító háborúkban végre feltámadtak a remények, hogy a nép egy szabad, egyesült német nemzetállamot kap cserébe azért, mert fegyvert fogott Napóleon ellen. Ezek a liberális elvárások azonban a bécsi kongresszus idején szertefoszlottak. amely a Német Szövetség (Deutsher Bund) létrehozásával csupán egyes német államok laza társulását hozta létre. A Német Szövetségnek nem volt közös joghatósága, közigazgatása, törvénykezése és hadseregszervezete.
Ugyanakkor az állampolgári jogok megadásának követelése uralta a politikai vitákat. A francia forradalom hatására néhány német államban a 19. század elején bevezetett állampolgári jogokat 1819-1830 között a karlsbadi döntések és más helyreállítási intézkedések megnyirbálták.
Az állampolgári jogok és a német nemzetállamiság követelését az ellenzéki politikusok párhuzamosan képviselték egész Németországban, ezzel egyesítve a német államok antiliberális fejedelmei elleni harcot. E politikai irányzat korai fénypontjai voltak például a diákegyesületek által szervezett Wartburgi Fesztivál 1817-ben és a Hambachi Fesztivál 1832-ben. Ugyanakkor a más országok nemzeti mozgalmai iránti lelkesedés a Lengyelország és a filhellénizmus iránti lelkesedésben nyilvánult meg.

#### Az 1848–49-es német forradalomtól 1933-ig
Az 1848/1849-es forradalom során a burzsoá-liberális erők a frankfurti nemzetgyűlés radikális demokratikus mozgalmával együtt hozzáláttak a két követelés megvalósításához, de végül kudarcot vallott a német nemzetállam meghatározása és a polgári szabadságjogok egyidejű megvalósítása - mindenekelőtt a porosz ellenállás miatt. Ezzel egy időben Poroszország a német nemzeti állam konzervatívabb változatát követte az Erfurti Unió létrehozásával. 1849. június végén a jobboldali liberális Casino-frakció - mely a frankfurti nemzetgyűlés jobbközép politikai csoportja volt, mely 1848. június 25. óta létezett - vezető képviselői találkoztak a gothai utóparlamentben, hogy megvitassák a javasolt uniós alkotmányt. Az aggodalmak ellenére a többség amellett emelt szót, hogy adjunk még egy esélyt a nemzetállam megalapításának. Ezek a gothaiak képviselték a Bahnhofpartei-t az erfurti parlamentben 1850-ben. Az unió létrehozásának kudarca a liberálisok tekintélyes presztízsveszteségét is jelentette.
Miután 1866-ban Poroszország hegemóniát ért el Németország felett az osztrák-porosz háborúban, 1867-ben az Északnémet Szövetségben megalapították a Nemzeti Liberális Pártot. A Progresszív Párttól való elszakadással az alkotmányos konfliktust befejezettnek látta és a Nemzeti Liberális Párt Otto von Bismarckkal akart együtt dolgozni. Az Északnémet Szövetség, majd a Német Császárság Reichstagjában Bismarck és a nemzeti liberálisok valódi kompromisszumokat találtak ki a bel- és igazságügyi politikában, mely jelentősen modernizálta és egyesítette Németországot. Ez az időszak körülbelül egy évtizedig tartott, egészen az 1878-as szakadásig közte és a nemzeti liberálisok között, amikor is Bismarck protekcionista intézkedésekkel, például a védővámok bevezetésével (amit néha „a Birodalom belső alapjaként” is emlegetnek) konzervatív fordulatot vetett. A nemzeti liberálisok egy része kivált a parlamenti képviselőcsoportból amiatt a fennálló kérdés miatt, hogy meddig mehet el Bismarck. 1890-től a nemzeti liberálisok szavazatokat veszítettek; a következő Reichstag-választásokon körülbelül 13-15%-ot értek el, és többé nem voltak domináns párt.
A Német Birodalom összeomlása után a Gustav Stresemann vezette nemzeti liberálisok többsége és az egykori Haladó Néppárt (Fortschrittliche Volkspartei) jobbszárnya 1918 decemberében egyesült, és megalakult a Német Néppárt (Deutsche Volkspartei, DVP). Stresemann köztársaságpárti irányzatával szemben 1924-ben megalakult a rövid életű Nemzeti Liberális Birodalmi Párt (Nationalliberale Reichspartei). 1933-ban, a DVP megszűnésével azonban a nemzeti liberálisok pártalapítási ereje felemésztődött.

#### A második világháború után
Az FDP-n belül részben konzervatív, részben reakciós nemzeti-liberális törekvések voltak, amelyek különösen erősek voltak az egyes tartományi szövetségekben egészen az 1950-es évekig. Így 1950 végén az FDP a Bundestagban a CDU és az SPD által denacifikációs eljárás (a denacifikáció a nácik hivatalos pozícióiból való eltávolítását és a nácizmus iránti hűség feladását jelenti) bevezetése ellen szavazott. 1951-ben Münchenben tartott szövetségi pártkonferenciáján az összes "úgynevezett háborús bűnös" szabadon bocsátását követelte, és üdvözölte a Német Katonák Szövetségének megalapítását a korábbi Wehrmacht- és SS-tagokból - a nacionalista erők demokráciába való integrációjának előmozdítása érdekében. A Werner Naumannról elnevezett Naumann-ügy (1953) a régi nemzetiszocialisták azon kísérletét jelzi, hogy beszivárogjanak a pártba, vagyis az FDP-be, amelynek sok jobboldali konzervatív és nacionalista tagja volt Hessenben, Észak-Rajna-Vesztfáliában és Alsó-Szászországban. Miután a brit megszálló hatóságok letartóztatták a Naumann-kör hét prominens képviselőjét, az FDP szövetségi végrehajtó testülete Thomas Dehler elnökletével nyomozóbizottságot hozott létre, amely különösen az észak-rajna-vesztfáliai FDP-ben uralkodó állapotokat kifogásolta. A következő években a jobboldal veszített erejéből, és a szélsőjobboldal egyre inkább az FDP-n kívüli tevékenységi területek színtereit kereste. Az 1960-as évek közepe óta a Walter Scheel és Hans-Dietrich Genscher vezette FDP középpártként illetve a freiburgi tézisekkel együtt baloldali liberális pártként határozta meg magát. A nemzeti liberálisok megmaradt többsége – Erich Mende és Siegfried Zoglmann köré csoportosulva – 1969 és 1972 között az új keleti politika (Ostpolitik) elleni tiltakozásul kilépett a pártból, és megalapította a rövid életű kis pártot, a Nemzeti Liberális Akciót (Kleinpartei Nationalliberale Aktion, NLA). Míg Mende és Heinz Starke hamarosan átpártolt a CDU/CSU-hoz, Zoglmann 1974-ig a maga útját próbálta járni a Német Unióval (Deutschen Unio), (amelyben ő volt a szövetségi elnök) és csak ezután csatlakozott a CSU-hoz.
Az FDP-ben később is több kísérlet volt a nemzeti liberális hagyomány újraélesztésére, például Alexander von Stahl Hermann Oxforddal 1979-ben megalapította a Liberális Társaságot, amely a jobboldal liberális megújítását tűzte ki célul. 1995-ben Alexander von Stahl Achim Rohdeval és Heiner Kappellel együtt megalapította az FDP Liberális Offenzíváját. 2009-ben a Stresemann Klub jobboldali nemzeti liberális hálózatként indult az FDP-n belül, azonban ez már nem létezik. A Stresemann Klub országos elnöke, Sven Tritschler ezután az Alternatíva Németországért (Alternative für Deutschland, AfD) párthoz csatlakozott. Különböző média- és politikai elemzők szerint egyes FDP-politikusok továbbra is nemzeti liberális vagy pedig jobboldali liberális nézeteket vallanak. A mai napig nemzeti liberális irányzatok vannak az FDP-ben.
A második világháború után a nemzeti-liberális DVP korábbi politikusai csatlakoztak a CDU-hoz, vagy részt vettek a CDU megalapításában, mint például a Bundestag első elnöke, Erich Köhler, Kurt Sieveking, aki Hamburg polgármestere volt és a későbbi szövetségi egészségügyi miniszter, Elisabeth Schwarzhaupt.
A 2013-ban alapított Alternatíva Németországért pártot - amely programjában a CDU/CSU-tól és az FDP-től jobbra levőnek határozta meg magát és képes volt megtartani az FDP korábbi szavazóit is - korai szakaszában szintén "nemzeti liberálisként" jellemezték. Azonban már 2014-ben megkezdődött a nemzeti liberálisok kiválása az AfD-ből, miközben kialakult a pártban egy népi-nemzeti szélsőjobboldali pártszárny. Bernd Lucke 2015 júliusában bekövetkezett kiválása és az ő vezetésével gazdasági liberalizmust valló Szövetség a Haladásért és Ébredésért (Allianz für Fortschritt und Aufbruch, ALFA) párt létrehozása az AfD történetében fordulópontnak tekinthető a gazdasági és nemzeti liberalizmustól a nemzeti konzervatív és népi nemzeti elvek felvállalása felé.

### Ausztria
Németországgal ellentétben az Osztrák Császárságban csak néhány liberális párt alakult ki, a 19. század közepén egyedül csak a Német Liberális Párt (Deutschliberale Partei) tudta nemzeti liberális erőként megvetni a lábát. A katolicizmus és a szláv népcsoportok elleni folyamatos harc, valamint az 1873-as pénzügyi válság (Gründerkrach) azonban a párt hanyatlásához vezetett, amely végül több németmentes és német nemzetiségű pártra és csoportra szakadt. Az első köztársaságban a liberalizmus ekkor még csak marginális szerepet játszott és a keresztényszociális és szociáldemokrata tömbök között felmorzsolódtak a liberális erők.
Jelenleg az Osztrák Szabadságpárt (FPÖ) a harmadik tábor (Drittes Lager) hagyományait követő nemzeti liberális pártnak mondja magát; az elemzők többsége azonban jobboldali populistának minősíti őket.

### Szlovákia
Szlovákiában az EU-kritikus és liberális álláspontokat egyaránt képviselő Szabadság és Szolidaritás (Sloboda a Solidarita) pártot a nemzeti liberalizmus képviselőjének tekintik.

## A nemzeti liberalizmus híres képviselői
A nemzeti liberalizmus vezető képviselői a 19. században:
- Hans Victor von Unruh
- Karl Twesten
- Ludwig Bamberger
- Rudolf von Bennigsen
- Eduard Lasker
- Johannes von Miquel
- Arthur Johnson Hobrecht
- Friedrich Hammacher

A nemzeti liberalizmus vezető képviselői a 20. században:
- Ernst Bassermann
- Robert Friedberg
- Gustav Stresemann
- Otto Hugo
- Ernst Scholz
- Eduard Dingeldey
- Franz Blücher
- Hermann Schäfer
- Max Becker
- August-Martin Euler
- Erich Mende
- Knut von Kühlmann-Stumm
- Hermann Oxford
- Alexander von Stahl
- Rudolf Augstein[11]

A nemzeti liberalizmus vezető képviselői a 21. században:
- Holger Zastrow[12][13]
- Thomas Kemmerich[14][15]

## Nemzeti liberális pártok egyes országokban
- Nemzeti Liberális Párt (Románia)
- Likud (Izrael)
- Liberális Demokrata Párt (Japán)
- Egyesült Nemzeti Mozgalom

## Fordítás
- Ez a szócikk részben vagy egészben  a   Nationalliberalismus című német Wikipédia-szócikk ezen változatának fordításán alapul.  Az eredeti cikk szerkesztőit annak laptörténete sorolja fel. Ez a jelzés csupán a megfogalmazás eredetét és a szerzői jogokat jelzi, nem szolgál a cikkben szereplő információk forrásmegjelöléseként.